# 17100 Каміоканатсу
17100 Каміоканатсу (17100 Kamiokanatsu) — астероїд головного поясу, відкритий 10 травня 1999 року.
Тіссеранів параметр щодо Юпітера — 3,322.